# Johan Valk
Johan Valk (Amsterdam, 18 november 1898 – aldaar, 27 april 1959) was een Nederlands acteur.

## Filmografie
- Het proces Begeer (1918) - inbreker
- Rechter Thomas (1953) - inbreker
- Ciske de Rat (1955)
- Ciske - Ein Kind braucht Liebe (1955)
- Fanfare (1958) - Van Ogten, burgemeester